# Villa Trieste (Piazzola sul Brenta)
Villa Trieste, conosciuta anche come Villa Trieste-De Benedetti, è una storica villa veneta situata a Vaccarino, frazione di Piazzola sul Brenta, alle porte di Padova.

## Storia
La villa venne costruita agli inizi del XVI secolo dalla nobile famiglia padovana Cornaro Duodo. Subì la prima fondamentale ristrutturazione nel 1789 da parte di Gaetano Savonarola.
La villa e le proprietà di Vaccarino vennero cedute nel 1808 alla famiglia aristocratica dei Trieste di Padova, una delle più facoltose famiglie del ghetto, la quale tra le molteplici attività che svolgeva,  possedeva una nota filanda a Monselice dove lavoravano circa duemila addetti. Quest'attività era stata avviata nella prima metà del settecento per mano di Jacob Trieste.
I Trieste, affidarono, intorno alla prima metà dell'800, al famoso architetto Giuseppe Jappelli (il quale aveva ideato il giardino dei Treves De Bonfili nel centro di Padova, intimi amici dei Trieste) l'ideazione e la realizzazione del Grande Parco Romantico, nel quale si dovevano svolgere, nel periodo estivo, sontuosi eventi teatrali.
Jappelli quindi nel decennio 1830-40 progettava un nuovo ingresso, una nuova facciata e il parco, probabilmente concluso tra il 1835 e il 1842.
Nel 1836 a seguito del dilagare dell'epidemia di colera, la famiglia Trieste fece allestire un ospedale all'interno della villa per ospitare tutti i malati di Piazzola sul Brenta. L'allestimento dell'ospedale e i medici vennero interamente pagati dalla stessa famiglia Trieste.

## Composizione del giardino
Il giardino, progettato da Giuseppe Jappelli nei primi decenni dell'800 e realizzato tra il 1835 e 1840, fa parte del ciclo dei "giardini iniziatici" insieme al Giardino Treves e Giardino Selvatico-Meneghini. Lo scopo di Jappelli è quello attraverso il percorso del giardino e l'esperienza sensibile di riscoprire il valore della natura ma soprattutto il germogliare del "sé". Il filo conduttore che caratterizza i tre giardini iniziatici è l'acqua intesa come metafora di vita e di eterna trasformazione.
Il giardino Trieste in particolare presenta tipici elementi del lessico massonico e alchimistico: lo stagno, la casetta del re Pescatore, la torre della conoscenza astronomica i ponti degli urobori. Quest'ultimo elemento in particolare è metafora dell'eterno ciclo delle rinascite e l'intero mondo vegetale. Il tempietto eretto nel giardino romantico, presenta affreschi delle quattro stagioni del pittore Vincenzo Gazzotto,  autore degli affreschi del Teatro Verdi nonché collaboratore del Jappelli nel Caffè Pedrocchi.
Tra le numerose piante presenti, spicca per imponenza un secolare cedro dell'Himalaya.